# Roccaguglielma
Roccaguglielma è la roccaforte medievale che domina l'abitato del comune di Esperia, nonché nome storico del capoluogo comunale, oggi detto anche Esperia superiore.
Roccaguglielma è ubicata sul Monte Cecubo, alla sommità di un costone roccioso. La fortificazione sorge a 500 m s.l.m. a strapiombo sull'abitato da cui è raggiungibile. L'area, che è visitabile, è di proprietà del demanio.

## Storia
Fu costruito intorno al 1103 probabilmente dove giacevano strutture più antiche per volere del normanno Guglielmo di Blosseville (spesso trascritto Glossavilla). Egli fondò anche l'abitato a piedi del castello, difeso con una cerchia di mura rinforzate da 12 torri con tre porte (di Caporave, di Santo Spirito e di San Bonifacio); l'abitato aveva anche una cinta interna, anch'essa con tre porte (di Portella, di Santa Croce e del Morrone). Attualmente le fortificazioni sono in gran parte diroccate.
Il castello era collocato in modo da controllare il passo montano che congiunge direttamente Pontecorvo ed Aquino con Gaeta, senza passare per il territorio non normanno di Montecassino. Alleato con i castelli di Campello, Pico, Rivomatrice e San Giovanni Incarico formò per qualche decennio un piccolo potentato indipendente detto dei cinque Castelli de Foris, circondato da territori cassinati.
Nei secoli la collocazione strategica di Roccaguglielma e del suo feudo ne fece un territorio spesso conteso. Tra le famiglie nobili che ne presero possesso si ricordano gli Spinelli, che nel XIV sec. realizzarono molte opere edilizie, i della Rovere e i Farnese, Nel 1497 e nel 1503 Roccaguglielma e il suo territorio subirono pesanti distruzioni a opera del capitano spagnolo Gonsalvo Ernandes di Cordova. Il periodo più florido fu tra il XVI e il XVII sec. Nel 1636 il feudo fu devoluto alla camera regia. Nel 1654, a seguito di un violento terremoto, si ebbe una nuova devastazione.
Gli anni della Repubblica Partenopea furono di grande diffusione locale del brigantaggio, che aveva forte presa sulla popolazione rurale spesso in funzione anti-napoleonica; agirono sul territorio l'itrano fra Diavolo periodo napoleonico e poi, nel periodo post-unitario, Chiavone. Sotto il governo di Gioacchino Murat, si realizzò una nuova sistemazione amministrativa del territorio: Roccaguglielma fu separata dalle attuali frazioni di Esperia inferiore e Monticelli che costituirono il comune di San Pietro in Curolis. Dopo l'unità d'Italia, nel 1867, Roccaguglielma e San Pietro si fusero e presero il nome di Esperia.
Oggi vicino al Castello sorge una chiesetta dei Padri Trinitari dedicata alla Santa Vergine, costruita nello stesso luogo dove sorgeva l'antica cappella del castello.